# 斑帶尖嘴麗魚
斑帶尖嘴麗魚，為輻鰭魚綱鱸形目隆頭魚亞目慈鯛科的其中一種。

## 分布
本魚分布非洲坦干伊喀湖。

## 特徵
本魚呈長圓筒型，底色為金褐色，有三道深色條紋橫貫全身。有一些分布不均勻的黑色直條紋，穿過這些橫條紋一直到腹面，另有一塊深色斑從嘴角延伸至胸鰭的基部。體長可達13公分。

## 生態
本魚棲息在湖泊的岩石區，屬雜食性，性情溫和，以一夫一妻制，雌魚將卵產在岩石上。

## 經濟利用
為觀賞性魚類。